# Wages of Virtue
Wages of Virtue is een Amerikaanse dramafilm uit 1924 onder regie van Allan Dwan. In Nederland werd de film destijds uitgebracht onder de titel De dochter van het vreemdelingenlegioen. De film is wellicht zoekgeraakt.

## Verhaal
Luigi redt Carmelita van de verdrinkingsdood en ze worden een stel. Carmelita wordt de eigenaresse van een café, waar veel legioensoldaten komen. De Amerikaanse soldaat Marvin wordt verliefd op haar, maar zij blijft trouw aan Luigi, totdat ze erachter komt dat hij met iemand anders wil trouwen. Luigi wordt echter ook jaloers op Marvin en de twee mannen raken slaags.

## Rolverdeling
| Acteur                | Personage         |
| --------------------- | ----------------- |
| Gloria Swanson        | Carmelita         |
| Ben Lyon              | Marvin            |
| Norman Trevor         | John Boule        |
| Ivan Linow            | Luigi             |
| Armand Cortes         | Giuseppe          |
| Adrienne D'Ambricourt | Madame Cantinière |
| Paul Danzer           | Sergeant LeGros   |
| Joe Moore             | Le Bro-way        |